# Huddersfield Works & Combination Association Football League
Huddersfield Works & Combination Association Football League var en engelsk fotbollsliga baserad runt Huddersfield, grundad 1932. Toppdivisionen låg på nivå 19 i det engelska ligasystemet.
Vinnaren kunde bli uppflyttad till Huddersfield and District Association Football League.
Ligan grundades 1932 och bestod fram till 2007 av en enda division. Efter 2015/16 års säsong lades ligan ned.

## Mästare
| Säsong  | Division One            | Division Two      |
| ------- | ----------------------- | ----------------- |
| 2004/05 | Syngenta SC             |                   |
| 2005/06 | SC Cowlersley           |                   |
| 2006/07 | Syngenta SC             |                   |
| 2007/08 | Moldgreen Conservatives |                   |
| 2008/09 | Bay Athletic Res        | Aimbry            |
| 2009/10 | Aimbry                  | Lindley Liberal   |
| 2010/11 | Coach & Horses          | Golcar United 'A' |